# 야하기바시역
야하기바시역(일본어: 矢作橋駅)은 일본 아이치현 오카자키시에 위치한 나고야 철도 나고야 본선의 철도역이다. 역 번호는 NH 15이며, 단선 · 섬식 2면 3선 구조의 복합 승강장을 갖춘 지상역이다.

## 타는 곳
| 1 | ■ 나고야 본선 | 하행 | 나고야 · 기후 · 이누야마 · 쓰시마 방면 | 대피선 |
| 2 | ■ 나고야 본선 | 하행 | 나고야 · 기후 · 이누야마 · 쓰시마 방면 | 본선   |
| 3 | ■ 나고야 본선 | 상행 | 도요하시 · 도요카와이나리 방면         |        |

## 이용 현황
| 연도 | 1일 평균 승차 인원 |
| ---- | ------------------ |
| 2006 | 2,811              |
| 2007 | 2,885              |
| 2008 | 2,923              |
| 2009 | 2,941              |
| 2010 | 3,014              |
| 2011 | 3,064              |
| 2012 | 3,174              |
| 2013 | 3,237              |
| 2014 | 3,195              |
| 2015 | 3,263              |

## 역 주변
- 국도 제1호선
- 아이치 가쿠센 대학 오카자키 캠퍼스

## 인접 역
| 나고야 철도 나고야 본선              | 나고야 철도 나고야 본선 | 나고야 철도 나고야 본선        |
| ------------------------------------ | ----------------------- | ------------------------------ |
| NH 13 히가시오카자키 도요하시 방면   | ■ 급행 · ■ 준특급       | 신안조 NH 17 메이테쓰기후 방면 |
| NH 14 오카자키코엔마에 도요하시 방면 | ■ 보통                  | 우토 NH 16 메이테쓰기후 방면   |